# SS Germanic (1875)
SS Germanic byl zaoceánský parník společnosti White Star Line vybudovaný v roce 1875 v loděnicích Harland & Wolff v Belfastu. Později sloužil také pod jmény Ottawa, Gul Djemal a Gulcemal.

## Historie

### Germanic
Germanic byl spuštěn na vodu 15. července 1874 a dokončen byl počátkem roku 1875, ale dodávka byla opožděna až na květen toho roku. Loď přišla přesně na začátek letní transatlantické sezóny. Byl poháněn parou, ale měl i čtyři stožáry pro dodatečný plachetní pohon. Na svou první plavbu vyplul 30. května 1875.
V červenci překonal rychlostní rekord plavby přes Atlantik s průměrnou rychlostí 15,76 uzlů časem 7 dní, 11 hodin a 17 minut a stal se držitelem Modré stuhy. V únoru 1876 překonal vlastní rekord. Během další plavby se mu jižně od Irska poškodil šroub a musel doplout jen s pomocí plachet do Waterfordu.
V roce 1895 podstoupil úpravy, během kterých byl instalován trojexpanzní parní motor a odstraněny čtvercové stožáry. 13. února 1899, když do něj bylo doplňováno uhlí v newyorském přístavu White Star Line, se strhla vánice a sníh pokryl celé jeho paluby. Loď byla najednou tak těžká, že začala klesat a voda se dostávala do dveří na uhlí. Nakonec dosedl na dno mělkého přístavu. Byl ale vytažen a odplul do Belfastu na kompletní opravu.

### Ottawa
3. září 1903 se vydal na svou poslední plavbu pod vlajkou White Star Line. Pak byl na zimu mimo službu a v roce 1904 byl prodán společnosti America Line, jedné ze sesterských společností White Star Line v rámci International Mercantile Marine Co.. Zde ještě pod jménem Germanic sloužil na lince Southampton – New York. Absolvoval ale jen šest plaveb. Byl předán další společnosti IMM, Domonion Line. 5. ledna 1905 byl přejmenován na Ottawa. Během dalších šesti let brázdil kanadské vody na lince Quebec – Montreal, na které sloužil jen v létě. Po službě v roce 1909 byl odstaven s nejistou budoucností.

### Gul Djemal
V roce 1910 ho koupila turecká vláda do své pětičlenné transportní flotily. Liverpool naposled opustil 15. května 1911 se jménem Gul Djemal pod tureckou vlajkou. Během několika měsíců převážel turecké vojáky do války v Jemenu. Když začala 1. světová válka, spojilo se Turecko s Německem. Poté převážel vojáky do Gallipoli. 3. května 1915, když vezl 4 000 vojáků, byl torpédován ponorkou E-14. Ačkoli se potopil v mělkých vodách a hladina dosahovala sotva po vrch lodi, hodně lidí na palubě zemřelo.
Protože se nepotopil kompletně, bylo rozhodnuto, že bude vytažen a kompletně opraven. Poté pokračoval ve službě. V roce 1918 vezl 1 500 německých jednotek do Doveru. Toto území ovládali spojenci.
Když válka skončila, sloužil pro Ottoman American Line s první plavbou 10. října 1921. Později sloužil v Černém moři.

### Gulcemal
V roce 1928 byl předán Turkiye Seyrisefain Idaresi a přejmenován na Gulcemal. Přežil i 2. světovou válku, přestože v ní nesloužil. V roce 1949 byl skladní loď a v roce 1950 přestavěn na plovoucí hotel. Nakonec 29. října toho roku přišel konec a Gulcemal byl v Messině sešrotován. Vydržel 75 let a dvě světové války.